# Naturwaldreservat Stachel
Naturwaldreservat Stachel este o arie protejată (arie specială de conservare — SAC, sit de importanță comunitară — SCI) din Germania întinsă pe o suprafață de 23,87 ha, integral pe uscat.

## Localizare
Centrul sitului Naturwaldreservat Stachel este situat la coordonatele 50°03′53″N 10°42′20″E / 50.0647°N 10.7056°E.

## Înființare
Situl Naturwaldreservat Stachel a fost declarat sit de importanță comunitară în martie 2001 pentru a proteja un număr necunoscut de specii din flora spontană și fauna sălbatică aflate în arealul zonei. Situl a fost protejat și ca arie specială de conservare în aprilie 2016.

## Biodiversitate
Situată în ecoregiunea continentală, aria protejată conține 1 habitat natural: Păduri de fag Asperulo-Fagetum.
La baza desemnării sitului se află un număr nedeclarat de specii protejate.